# Polyipnus danae
Polyipnus danae är en fiskart som beskrevs av Harold, 1990. Polyipnus danae ingår i släktet Polyipnus och familjen pärlemorfiskar. Inga underarter finns listade i Catalogue of Life.